# Ruellia anthracina
Ruellia anthracina är en akantusväxtart som beskrevs av Emery Clarence Leonard. Ruellia anthracina ingår i släktet Ruellia och familjen akantusväxter. Inga underarter finns listade i Catalogue of Life.